# Cullanjee
Cullanjee, auch Kullanjee oder Kallanjee, war eine Masseneinheit (Gewichtsmaß) in Travancore, einem Fürstenstaat an der Malabarküste im äußersten Südwesten Indiens.
- 1 Cullanjee = 19 20⁄27 Munjandie = 256 Milligramm (bis 259 Milligramm)

Die Maßkette war 
- 1 Maund = 1 1⁄2 Toolam = 30 Rottolo = 150 Pollam = 2.025 Kallanjee = 39.975 Munjandie = 10.234 Kilogramm